# GOES 4
O GOES 4 (anteriormente conhecido como GOES-D), foi um satélite norte-americano de pesquisas meteorológicas. Era o quarto da série de satélites geoestacionários da NASA. Foi lançado com o objetivo de ajudar nas previsões meteorológicas nos Estados Unidos e, posteriormente, no continente europeu. Após sua "aposentadoria" como satélite, tornou-se o primeiro satélite da NASA a ser enviado a uma órbita cemitério.

## O projeto

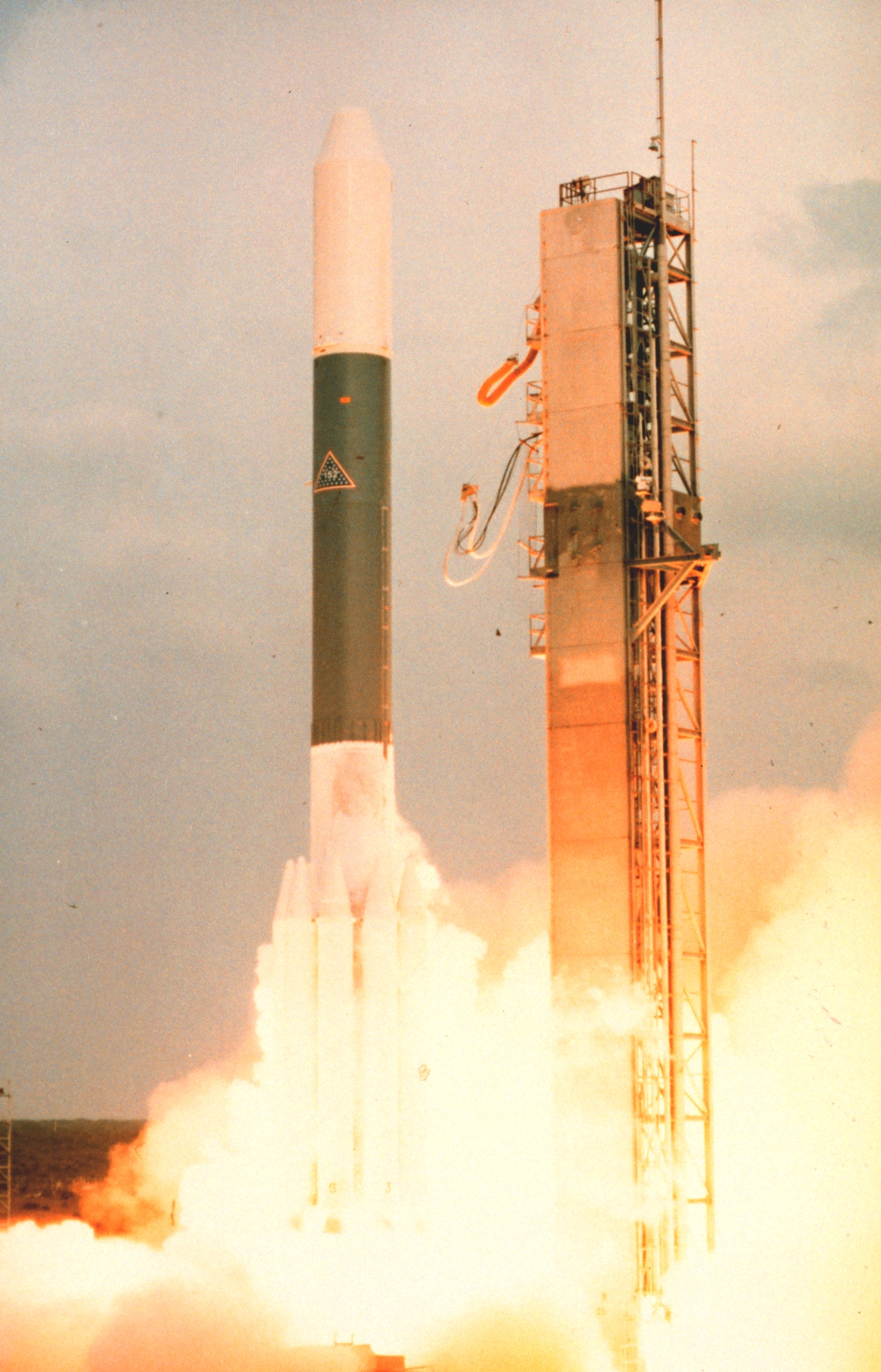
O satélite GOES-D sendo lançado por um Delta 3914.

O GOES 4 foi construído pela Hughes Space and Communications a pedido da NASA, baseado na plataforma de satélite HS-371. No seu lançamento a partir da Estação da Força Aérea de Cabo Canaveral, ele tinha uma massa de aproximadamente 660 quilos e com um tempo de vida operacional estimado em sete anos. Ele foi o primeiro satélite da série GOES a usar a plataforma HS-371.

## A missão
Embora tenha cumprido 8 anos e 2 meses. Ao longo de sua vida operacional, ele localizou-se em determinadas longitudes em relação à terra: 98 ° Oeste, (de 1980-1981), 135 ° Oeste ( de 1981-1983), 139 ° Oeste (de 1983-1984), 10° Oeste (em 1985) e 44 ° Oeste (de 1985-1988), onde ele forneceu cobertura da Europa para o EUMETSAT depois da falha ocorrida no satélite Meteosat-2.

## Saída de serviço
Depois do fim das operações sobre a Europa, o GOES 4 foi retirado de serviço. Ele se tornou o primeiro satélite a ser elevado, de uma órbita geossíncrona até uma órbita cemitério, para descarte. Isso foi feito em 9 de Novembro de 1988, usando o combustível remanescente nos propulsores de controle de atitude.[carece de fontes?]